# Ninton Sánchez
Ninton Sánchez Espinosa República Dominicana, 21 de febrero de 1995 es un actor dominico-español conocido por interpretar el papel de Teo Pineda en la película Los Rodríguez y el más allá (2019) dirigida por Paco Arango estrenada en los cines de España y México.

## Biografía
Ninton Sánchez nació el 21 de febrero de 1995 en Barahona - Vicente Noble República Dominicana. Inició su formación y trayectoria profesional como actor a los 15 años en varias escuelas de teatro entre las que destacan Primera Toma Coach, Estudio Juan Codina en España y Susan Batson Studio en New York.

## Trayectoria
En 2012 ingresa en la Joven Compañía de Teatro de Parla, como miembro del reparto de la obra 'Ciudadanía' de Mark Ravenhill, bajo la dirección de José Luis Arellano García, llagando a teatros como el Conde Duque de Madrid.
El 18 de julio de 2017 presentó en el 40 aniversario del Festival Internacional de Teatro Clásico de Almagro su primer largometraje '#amornotellameamor' un documental dirigido por Juan Codina, basado en el clásico de Lope de Vega 'El caballero de olmedo', en el que encarna el papel de Tello.
En 2018 se suma al reparto de la película "Los Rodríguez y el más allá" dirigida por Paco Arango compartiendo créditos con Edu Soto, Mariana Treviño, Geraldine Chaplin, Rossy de Palma, Santiago Segura o Arón Piper entre otros, largometraje estrenado en cines el 31 de octubre del 2019 en España y el 1 de noviembre en México. 
En 2020 vuelve al teatro de la mano del director y dramaturgo José Padilla protagonizando el montaje teatral “Golfa” (Premio Territorio Violeta 2021 en dFeria 2021).
En el 2022 rueda la serie "Save" producida por La Caña Brothers para la plataforma Imagine dirigida por Alonso Cortes-Cavanillas.
También rueda la película "Eres tú" dirigida por Alauda Ruiz de Azúa, producida por Zeta Studios para Netflix protagonizada por Álvaro Cervantes, Silvia Alonso, Susana Abaitua, Gorka Ochoa y Pilar Castro y "Mi Otro Jon"dirigida por Paco Arango protagonizada por Carmen Maura, Aitana Sánchez-Gijón, Fernando Albizu, Olivia Molina, Ana Obregón y Carlos Santos cuyo estreno en cines será en 2023.

## Filmografía

### Cine
| Año  | Título                      | Director             |
| ---- | --------------------------- | -------------------- |
| 2011 | The Cam Love (Corto)        | Francisco Cuéllar    |
| 2013 | Lala y Lola (Corto)         | Judith Hidalgo Arana |
| 2014 | Reuniones (Corto)           | Cristina Alcázar     |
| 2015 | Posit (Corto)               | Sonia Almarcha       |
| 2015 | Not Yet (Corto)             | Francisco Cuéllar    |
| 2016 | #Amornotellameamor          | Juan Codina          |
| 2018 | Los Rodríguez y el más allá | Paco Arango          |
| 2022 | Hambre (Corto)              | Ana Hernando         |
| 2022 | Des(a)mor (Corto)           | Alba Pino            |
| 2022 | Mi Otro Jon                 | Paco Arango          |
| 2023 | Eres tú                     | Alauda Ruiz de Azúa  |

### Televisión
| Año  | Título                   | Rol     | Notas       |
| ---- | ------------------------ | ------- | ----------- |
| 2015 | El Ministerio del Tiempo | Botones | 1 episodio  |
| 2019 | Desaparecidos            | Edgar   | 1 episodio  |
| 2021 | Toy Boy 2                | Donovan | 1 episodio  |
| 2022 | Save                     | Rodrigo | 2 episodios |

## Teatro
| Año         | Título        | Director                  |
| ----------- | ------------- | ------------------------- |
| 2012 - 2014 | Ciudadanía    | José Luis Arellano García |
| 2015        | Hotel Alfredo | Eduardo Mayo              |
| 2015        | A ti y a mí   | Jonatan González          |
| 2020 - 2023 | Golfa         | José Padilla              |

## Premios
- 2013: Premio accésit en el Festival Cinema Jove en la categoría B de Valencia con "The Cam Love" [11]
- 2013: Premio en el Festival Muvies en Madrid con "The Cam Love".
- 2014: Mención de Honor en el “Canada`s International Disability Film Festival" con el cortometraje "Lala y Lola"
- 2021: Premio Territorio Violeta en dFeria con "Golfa"
- 2021: Reconocimiento como actor dominicano en España por el embajador dominicano Juan Bolívar Díaz.[12]